# Stephanie Sigman
Stephanie Sigman (Ciudad Obregón, 28 de fevereiro de 1987) é uma atriz mexicana, conhecida pela participação na série Narcos.